# Susana Baron Supervielle
Susana Baron Supervielle, née en 1910 et morte le 17 mai 2004 est une compositrice argentine.

## Biographie
Susana Baron Supervielle nait en 1910 à Buenos Aires,, fille d'Etienne/Esteban Baron Lamothe et Ana Supervielle. Sa sœur est la journaliste Odile Baron Supervielle (es) et sa nièce, par son frère Andrés, est l'écrivaine franco-argentine Silvia Baron Supervielle.
Elle commence ses études musicales avec Gilardo Gilardi (en) et Juan Carlos Paz (en). En 1945, intéressée par les expériences de musique concrète que Pierre Schaeffer réalise à Paris, elle vient en France et intègre le Groupe de Recherche de Musique Concrète qu'il dirige. Parallèlement elle étudie avec Nadia Boulanger et Vera Vaurabourg puis se perfectionne à São Paulo au Brésil avec Hans-Joachim Koellreutter. Auteure de plusieurs œuvres pour piano et ensembles instrumentaux de chambre, elle est surtout connue pour ses pièces vocales avec accompagnement de piano, avec une soixantaine de compositions,, car sa vaste culture littéraire et sa vocation pour la poésie ont toujours marqué sa prédilection pour ce genre. 
Elle se marie avec Jorge Tresca et s'installe au Brésil où elle poursuite ses études de musicologie et de composition,
Elle s'aventure dans le domaine de la composition avec des moyens électroacoustiques et installe à São Paulo le premier studio-laboratoire de musique électronique du Brésil. Le chaos et la création (1974,) Encontro (1975), Continuo variante (1977), Melancolía (1978), Maraba (1979), Acuario (1979), Allá (1980), Espiral (1980) et Angustia (1980) s'inscrivent dans cette tendance. En Argentine, le groupe Nueva Música est chargé de diffuser ses œuvres à travers des concerts et des auditions.
Elle a été membre honoraire de la Fédération argentine de musique électroacoustique. 
Ses œuvres sont créées en France par l'intermédiaire de la Radiodiffusion française qui, entre 1948 et 1954, enregistre et diffuse son Quatuor à cordes (1947) et son Divertissement sériel (1952), réalisé par Marius Constant, tandis que d'autres de ses compositions sont jouées à Paris à la Maison de l'Amérique latine et à France Musique.
Elle meurt le 17 mai 2004 à São Paulo au Brésil.

## Œuvres
Elle a mis en musique des textes de Jules Supervielle, Federico García Lorca, Pablo Neruda et Alejandra Pizarnik, entre autres. 
- Tres Pequeños Cors (1932), pour chœur mixte et piano
- Quatuor à cordes (1947)
- Divertissement sériel (1952), pour quatuor à cordes, quintette de vents et trompette
- Composición 57 (1957), pour 10 instruments et percussions
- Sonnet (1960), pour voix et six instruments
- Poème (1962), pour voix et huit instruments
- Un homme va et vient (1962), pour voix et huit instruments
- Le chaos et la création (1974)
- Encontro (1975),
- Continuo variante (1977)
- Melancolía (1978)
- Maraba (1979)
- Acuario (1979)
- Allá (1980)
- Espiral (1980)
- Angustia (1980)

## Récompenses
Son œuvre Divertimento serial a obtenu le Première Prix lors du Festival International de Tokyo et a été créée par l'Agrupación Nueva Música de Buenos Aires dont elle est membre.

## Liens
- Notices d'autorité :   - VIAF
  - ISNI
  - BnF (données)
  - LCCN
  - Argentine
  - WorldCat